# Ulta Beauty

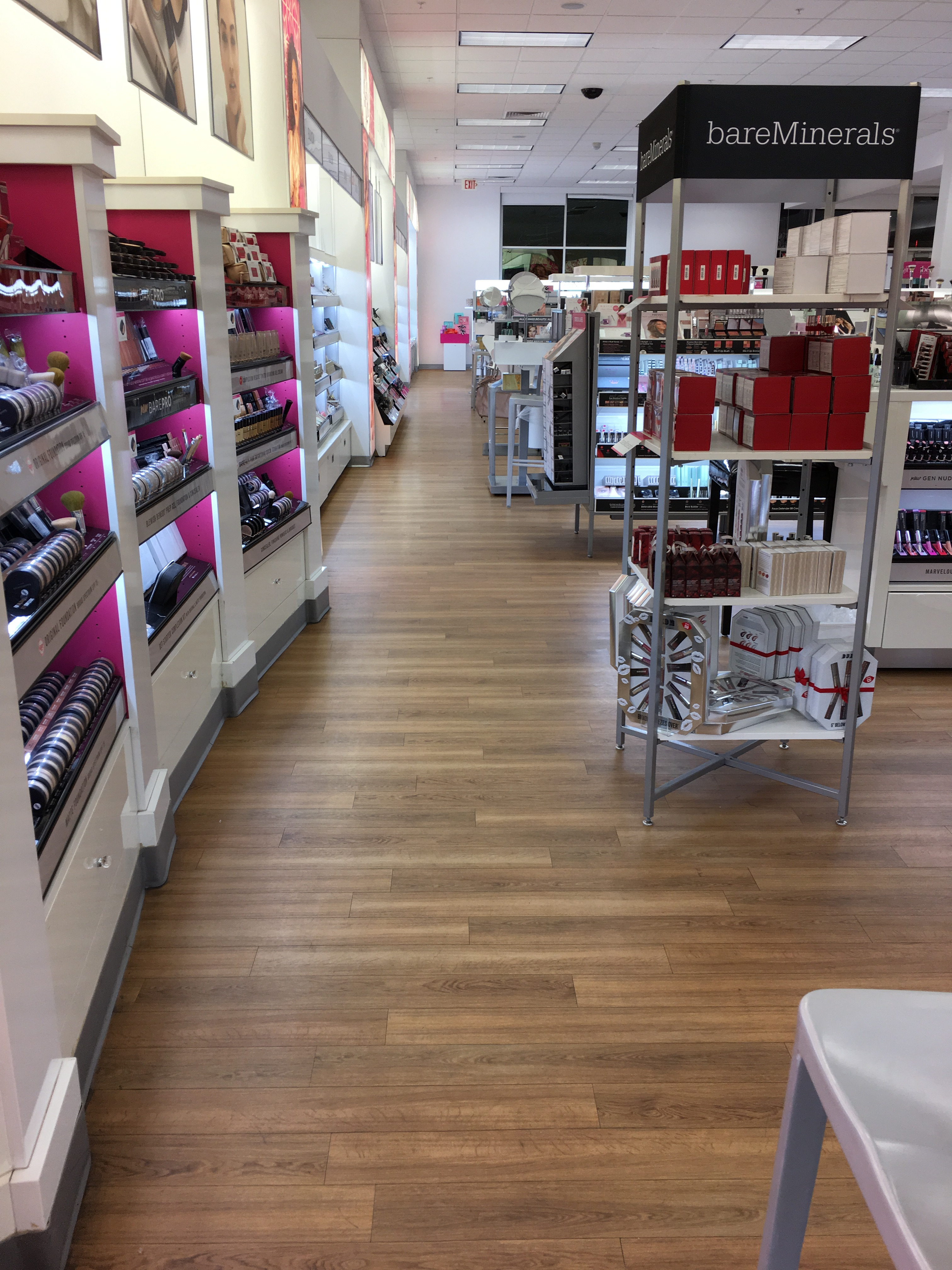
El interior de una tienda Ulta en Dublin, California

Ulta Beauty, Inc., antiguamente conocida como Ulta Salon, Cosmetics & Fragrance Inc. y antes de 2000 como Ulta3, es una cadena estadounidense de tiendas de belleza con sede en Bolingbrook (Estados Unidos). Ulta Beauty ofrece productos de maquillaje de alto y bajo costo, fragancias, productos para uñas, productos para el cuidado de la piel y del cuerpo, herramientas de belleza y productos para el cuidado del cabello. Cada tienda también cuenta con un salón de belleza.

## Historia
Ulta fue fundada por Richard E. George, expresidente de Osco Drug, Inc., y Terry Hanson. George abandonó su trabajo en Osco en 1989 con el propósito de desarrollar un plan de negocios para un comerciante que ofreciera productos de belleza en diferentes niveles de precios. Otros ejecutivos de Osco se unieron a George y Hanson en el negocio y reunieron 11,5 millones de dólares en capital de riesgo. La compañía, inicialmente llamada Ulta3, se lanzó en 1990, con cinco tiendas en los suburbios de Chicago. El nombre se cambió de Ulta3 a Ulta a finales de 1999.
George abandonó Ulta3 en 1995, y Hanson se convirtió en el director ejecutivo de la compañía. En diciembre de 1999, Lyn Kirby se convirtió en presidente y director ejecutivo, y Charles «Rick» Weber se convirtió en vicepresidente ejecutivo principal, director de operaciones y director financiero. El 25 de octubre de 2007, la compañía se convirtió en una empresa cotizada en la NASDAQ.
En 2008, la compañía abrió un segundo centro de distribución en Phoenix, Arizona. En 2010, Carl «Chuck» Rubin fue nombrado como director de operaciones principal, presidente y miembro de la junta directiva.

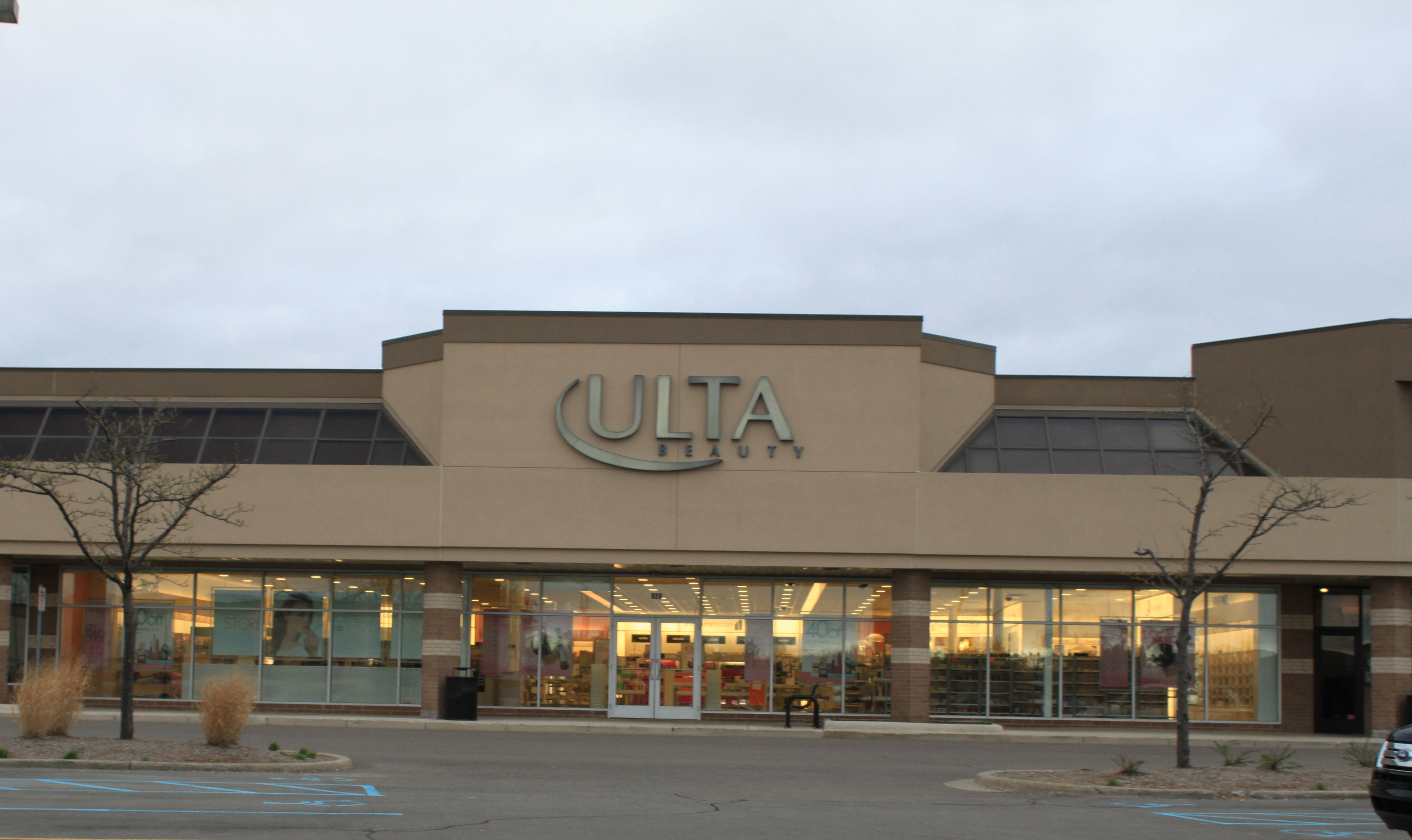
Ulta Beauty, Ann Arbor, Míchigan

El 24 de junio de 2013, se anunció que Mary Dillon sería nombrada como directora ejecutiva principal y miembro de la junta directiva, a partir del 1 de julio de 2013. Dillon anteriormente fue la directora de U.S. Cellular y una ejecutiva principal de McDonald's y PepsiCo.
En 2020, antes de la pandemia de COVID-19, había 44.000 empleados. A comienzos de 2021, Ulta empleaba aproximadamente a 37.000 personas.

## Locaciones
Ulta Beauty sólo operaba en su mercado doméstico estadounidense. Al 28 de enero de 2023, Ulta tenía unas 1.355 tiendas en todos los 50 estados, con alrededor de 250 de esas tiendas ubicadas dentro de las tiendas Target. Ulta Beauty tenía 168 locales de venta en California, el número más alto de cualquier estado.
En 2025, Ulta Beauty anunció su expansión al mercado mexicano a través de una asociación con el grupo minorista Axo. Con este movimiento, México se convirtió en el primer país fuera de Estados Unidos en el que la cadena estadounidense estableció operaciones. Esta decisión se tomó tras un análisis que identificó al mercado de belleza mexicano como un sector con un crecimiento significativo, y la alianza con un operador local busca facilitar la entrada de la marca a la región.

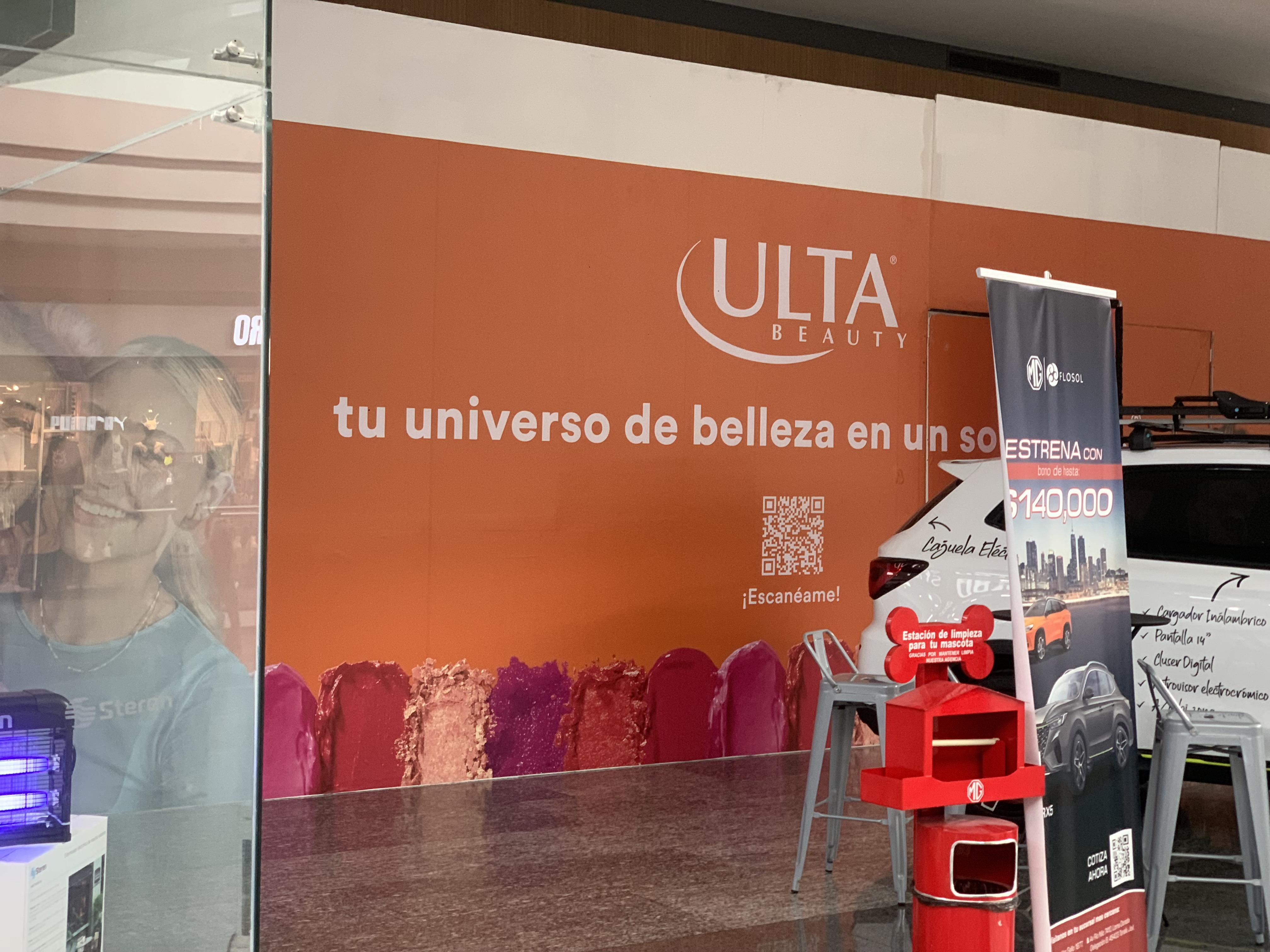
Anuncio de Ulta Beauty en Guadalajara, una de sus primeras tiendas en México.

## Operaciones
Ulta Beauty ofrece productos de maquillaje y cuidado de la piel de marcas de lujo y farmacéuticas, además de sus propias marcas de productos de belleza y fragancias. Venden marcas como MAC Cosmetics, Kylie Cosmetics y ColourPop Cosmetics.
Las ventas de Ulta Beauty fueron de $713,8 millones para el primer trimestre que terminó en mayo de 2014. Al final del segundo trimestre que terminó en agosto de 2014, Ulta Beauty informó que las ventas totales aumentaron un 22,2% y que las ventas en tiendas con similares características aumentaron un 9,8%.
A finales de 2019, Ulta tenía tiendas en 48 estados. La mayoría de las tiendas de Ulta Beauty están ubicadas en la región de la Costa Este y en California.
En agosto de 2021, la cadena comercial Target comenzó a vender productos de Ulta.
Ulta se unió al 15 Percent Pledge, el cual dedica más espacio de estantería a empresas de propiedad afroestadounidense.
El 8 de julio de 2022, Ulta anunció su colaboración con Allure para traer una colección de sus 25.000 productos a las tiendas en línea y físicas de Allure. La colaboración se realizó desde julio hasta septiembre de 2022, e incluyó marcas como Fenty Beauty, Drybar, Olaplex, Tula, The Ordinary, Peter Thomas Roth, CosRX, NYX, Morphe y Beekman 1802, seleccionadas por el equipo de mercadeo de Ulta.